# Phlegmariurus

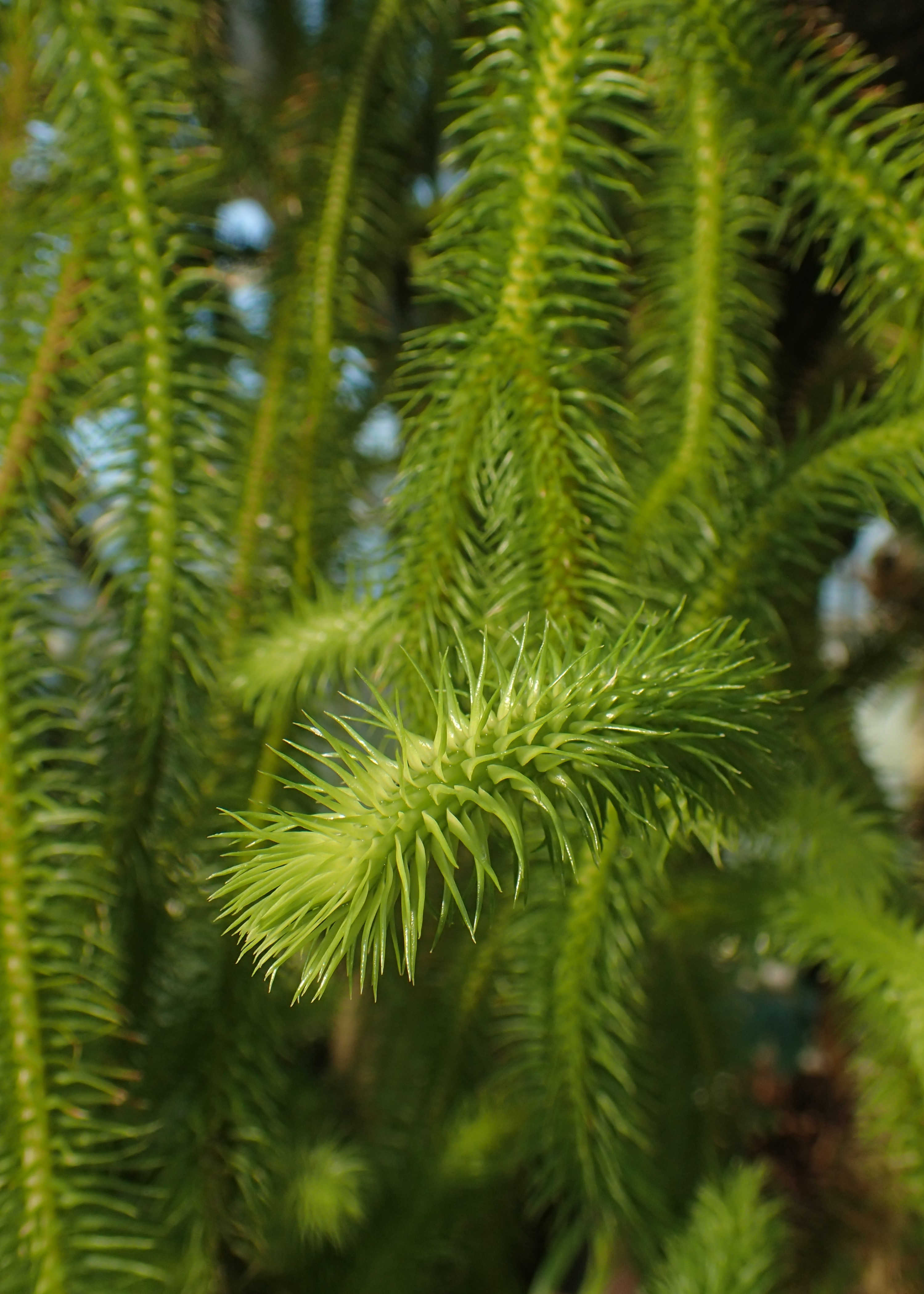
Phlegmariurus squarrosus

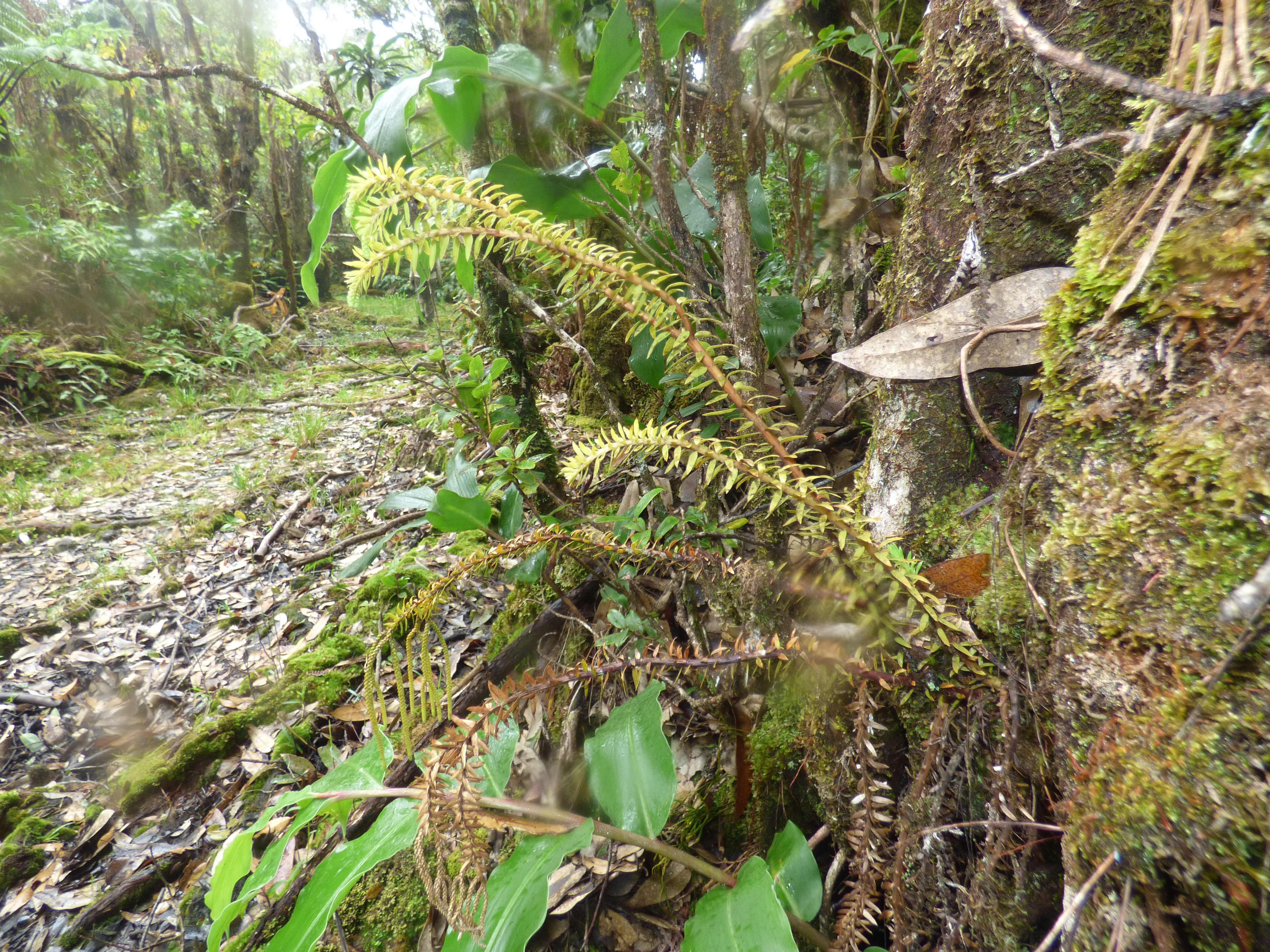
Phlegmariurus phyllanthus

Phlegmariurus – rodzaj roślin z rodziny widłakowatych. Wyodrębniony został z bardzo podobnego morfologicznie rodzaju wroniec Huperzia w 1964 i przez długi czas jego status pozostawał niejasny, ale potwierdzony został w systemie klasyfikacyjnym Pteridophyte Phylogeny Group z 2016 i w badaniach molekularnych nad filogenezą tych roślin. Obejmuje ok. 250 do ponad 300 gatunków. Występują one w strefie tropikalnej i subtropikalnej. Są to rośliny na ogół i pierwotnie epifityczne, choć część przedstawicieli młodszych linii rozwojowych występujących w górach na kontynentach amerykańskich wtórnie została roślinami naziemnymi. Najczęściej rosną w wilgotnych lasach równikowych, ale znaczna część gatunków z kontynentów amerykańskich zasiedla też wysokogórską formację paramo (ponad granicą lasu). Rośliny z tego rodzaju różnią się od podobnych wrońców (poza dominującym epifityzmem) brakiem bulwek i wypukłymi, a nie wklęsłymi ścianami zarodników. 

## Morfologia

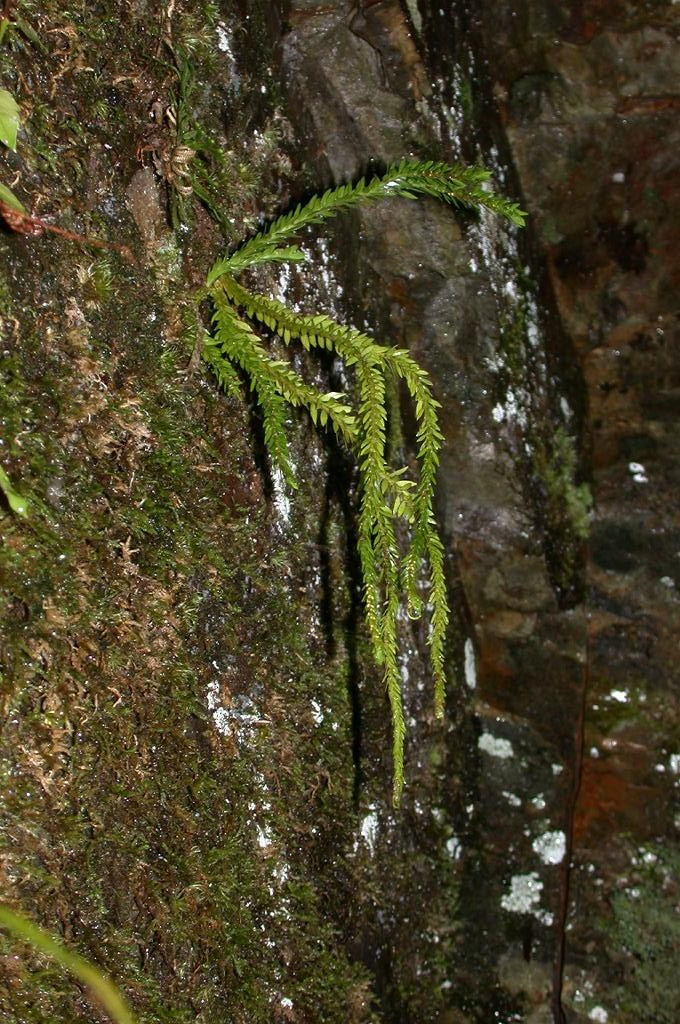
Phlegmariurus fordii

Pokrój sporofituPędy zwisające lub podnoszące się, wielokrotnie dychotomicznie rozgałęzione, o długości od ok. 15 do 100 cm. Pędy masywne do nitkowato cienkich, gęsto lub rzadziej rozgałęzione, rozpierzchłe lub spłaszczone.
LiścieLancetowate, jajowate lub łuskowate, całobrzegie, skórzaste lub cienkie, błyszczące lub matowe.
ZarodnieNerkowate, pękające dwiema klapami, rozwijają się w kątach sporofili w końcowych odcinkach pędów. Sporofile u części przedstawicieli są niezbyt odmienne od płonnych liści asymilacyjnych lub wyraźnie od nich mniejsze. Zarodniki jednakowe (jak u innych widłakowatych), wyraźnie tetradryczne, z wewnętrznymi ścianami wypukłymi.
GametofitSamożywna, rozgałęziająca się roślina wytwarzająca rodnie i plemnie.

## Systematyka

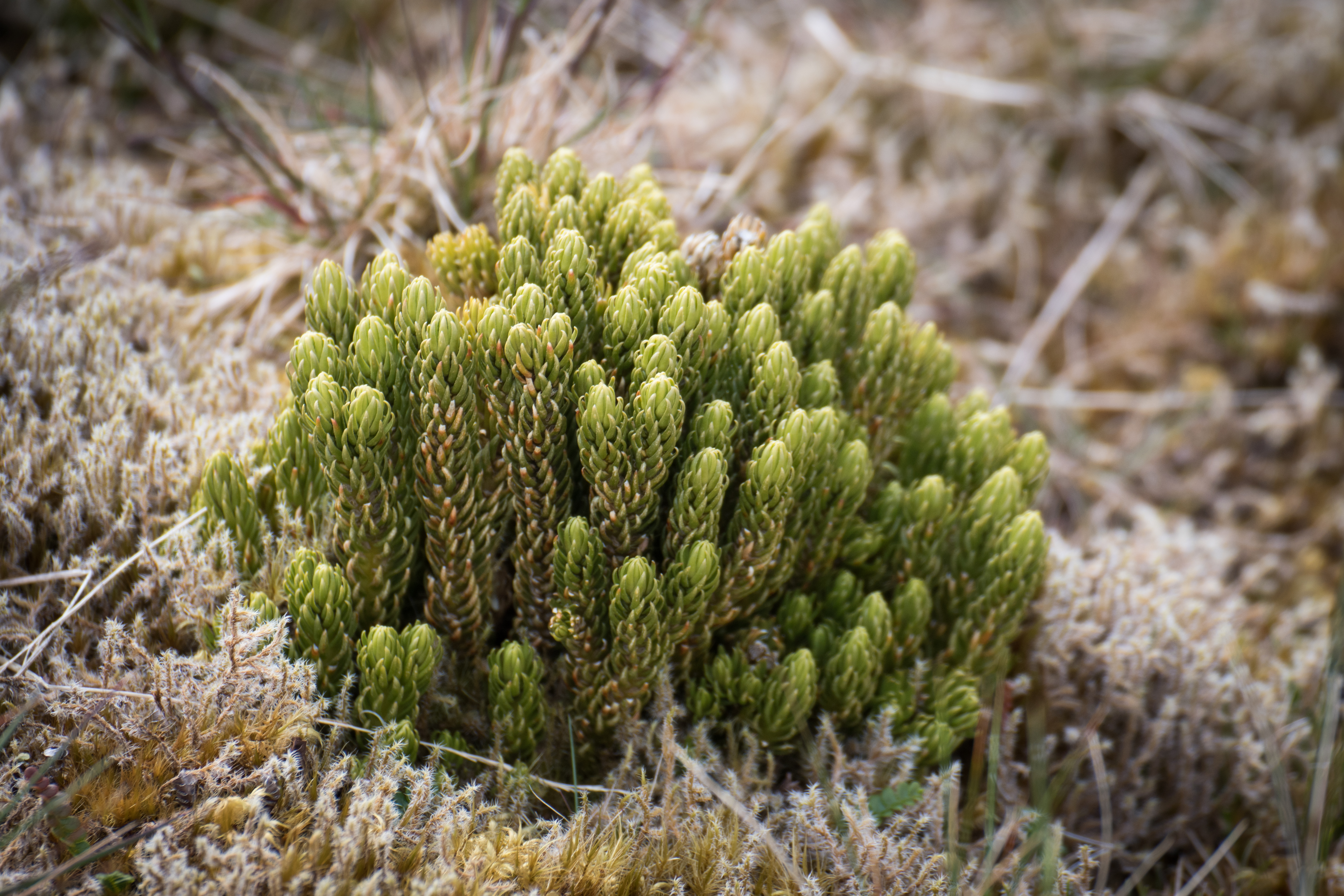
Phlegmariurus saururus

W systemie PPG I z 2016 jest to jeden z trzech rodzajów z podrodziny Huperzioideae W.H.Wagner & Beitel ex B.Øllg. z rodziny widłakowatych. W obrębie podrodziny zajmuje pozycję bazalną i zarazem siostrzaną względem rodzajów wroniec Huperzia i Phylloglossum. Taka relacja potwierdzona badaniami molekularnymi oznacza, że nieuprawniony jest podział tej podrodziny na szeroko ujmowany rodzaj Huperzia i monotypowy (bardzo odmienny morfologicznie) Phylloglossum – poprawne jest albo łączenie wszystkich tych rodzajów w jeden – Huperzia sensu lato, albo podział na trzy rodzaje, co jest współcześnie preferowane.
W obrębie rodzaju gatunki tworzą dwa klady różniące się rozprzestrzenieniem – jeden występuje w strefie międzyzwrotnikowej Nowego Świata, a drugi – Starego (z dosłownie pojedynczym wyjątkiem w każdej z grup).
Wykaz gatunków
- Phlegmariurus acerosus (Sw.) B.Øllg.
- Phlegmariurus acifolius (Rolleri) B.Øllg.
- Phlegmariurus acutus (Rolleri) B.Øllg.
- Phlegmariurus affinis (Trevis.) B.Øllg.
- Phlegmariurus afromontanus Pic. Serm.
- Phlegmariurus ambrensis (Rakotondr.) A.R.Field & Bauret
- Phlegmariurus amentaceus (B.Øllg.) B.Øllg.
- Phlegmariurus andinus (Rosenst.) B.Øllg.
- Phlegmariurus apolinari-mariae (Nessel) comb. ined.
- Phlegmariurus aqualupianus (Spring) B.Øllg.
- Phlegmariurus arcturi (Herter) B.Øllg.
- Phlegmariurus arcuatus (B.Øllg.) B.Øllg.
- Phlegmariurus aristei (Nessel) comb. ined.
- Phlegmariurus ascendens (Nessel) B.Øllg.
- Phlegmariurus attenuatus (Spring) B.Øllg.
- Phlegmariurus australis (Willd.) A.R.Field
- Phlegmariurus austroecuadoricus (B.Øllg.) B.Øllg.
- Phlegmariurus austrosinicus (Ching) Li Bing Zhang
- Phlegmariurus axillaris (Roxb.) comb. ined.
- Phlegmariurus badinianus (B.Øllg. & P.G.Windisch) B.Øllg.
- Phlegmariurus balansae (Herter) A.R.Field & Bostock
- Phlegmariurus bampsianus (Pic. Serm.) A.R.Field & Bostock
- Phlegmariurus banayanicus (Herter) A.R.Field & Bostock
- Phlegmariurus beitelianus (Mickel) comb. ined.
- Phlegmariurus beitelii (B.Øllg.) B.Øllg.
- Phlegmariurus biformis (Hook.) B.Øllg.
- Phlegmariurus binervius (Herter) B.Øllg.
- Phlegmariurus bolanicus (Rosenst.) A.R.Field & Bostock
- Phlegmariurus brachiatus (Maxon) B.Øllg.
- Phlegmariurus brachystachys (Baker) A.R.Field & Bostock
- Phlegmariurus bradeorum (Christ) B.Øllg.
- Phlegmariurus brassii (Copel.) A.R.Field & Bostock
- Phlegmariurus brevifolius (Hook. & Grev.) B.Øllg.
- Phlegmariurus brongniartii (Spring) B.Øllg.
- Phlegmariurus buesii (Herter) B.Øllg.
- Phlegmariurus callitrichifolius (Mett.) B.Øllg.
- Phlegmariurus campianus (B.Øllg.) B.Øllg.
- Phlegmariurus cancellatus (Spring) Ching
- Phlegmariurus capellae (Herter) B.Øllg.
- Phlegmariurus capillaris (Sodiro) B.Øllg.
- Phlegmariurus carinatus (Poir.) Ching
- Phlegmariurus catacachiensis (Nessel) B.Øllg.
- Phlegmariurus catharinae (Christ) comb. ined.
- Phlegmariurus cavifolius (C.Chr.) A.R.Field & Bostock
- Phlegmariurus ceylanicus (Spring) comb. ined.
- Phlegmariurus chamaeleon (Herter) B.Øllg.
- Phlegmariurus changii T.Y.Hsieh
- Phlegmariurus chiricanus (Maxon) B.Øllg.
- Phlegmariurus christii (Silveira) B.Øllg.
- Phlegmariurus ciliatospiculatus B.Øllg.
- Phlegmariurus ciliolatus (B.Øllg.) B.Øllg.
- Phlegmariurus clarkianus (Nessel) comb. ined.
- Phlegmariurus cleefianus (B.Øllg.) B.Øllg.
- Phlegmariurus colanensis (B.Øllg.) B.Øllg.
- Phlegmariurus columnaris (B.Øllg.) B.Øllg.
- Phlegmariurus comans (Herter ex Nessel) comb. ined.
- Phlegmariurus compactus (Hook.) B.Øllg.
- Phlegmariurus copelandianus (R.C.Y.Chou & Bartlett) A.R.Field
- Phlegmariurus coralium (Spring) A.R.Field & Bostock
- Phlegmariurus coriacea (Rolleri) comb. ined.
- Phlegmariurus costaricensis (Herter) comb. ined.
- Phlegmariurus crassus (Humb. & Bonpl. ex Willd.) B.Øllg.
- Phlegmariurus creber (Alderw.) A.R.Field & Bostock
- Phlegmariurus crucis-australis (Herter) B.Øllg.
- Phlegmariurus cruentus (Spring) B.Øllg.
- Phlegmariurus cryptomerinus (Maxim.) Satou
- Phlegmariurus cuernavacensis (Underw. & F.E.Lloyd) B.Øllg.
- Phlegmariurus cumingii (Nessel) B.Øllg.
- Phlegmariurus cuneifolius (Hieron.) B.Øllg.
- Phlegmariurus cunninghamioides (Hayata) Ching
- Phlegmariurus curiosus (Herter) A.R.Field & Bostock
- Phlegmariurus curvifolius (Kunze) B.Øllg.
- Phlegmariurus dacrydioides (Baker) A.R.Field & Bostock
- Phlegmariurus dalhousieanus (Spring) A.R.Field & Bostock
- Phlegmariurus darwinianus (Herter ex Nessel) B.Øllg.
- Phlegmariurus delavayi (Christ & Herter) comb. ined.
- Phlegmariurus delbrueckii (Herter) A.R.Field & Bostock
- Phlegmariurus deminuens (Herter) B.Øllg.
- Phlegmariurus dentatus (Herter) Arana
- Phlegmariurus dianae (Herter) B.Øllg.
- Phlegmariurus dichaeoides (Maxon) B.Øllg.
- Phlegmariurus dichotomus (Jacq.) W.H.Wagner
- Phlegmariurus dielsii (Herter) A.R.Field & Bostock
- Phlegmariurus divergens (Alderw.) A.R.Field & Testo
- Phlegmariurus durus (Pic. Serm.) A.R.Field & Bostock
- Phlegmariurus echinatus (Spring) B.Øllg.
- Phlegmariurus ellenbeckii (Nessel) A.R.Field & Bostock
- Phlegmariurus elmeri (Herter) A.R.Field & Bostock
- Phlegmariurus engleri (Hieron. & Herter) B.Øllg.
- Phlegmariurus eremorum (Rolleri) B.Øllg.
- Phlegmariurus ericifolius (C.Presl) B.Øllg.
- Phlegmariurus erosus (Beitel & W.H.Wagner) comb. ined.
- Phlegmariurus erythrocaulon (Fée) comb. ined.
- Phlegmariurus espinosanus (B.Øllg.) B.Øllg.
- Phlegmariurus eversus (Poir.) B.Øllg.
- Phlegmariurus fargesii (Herter) Ching
- Phlegmariurus filicaulon (Copel.) A.R.Field & Testo
- Phlegmariurus filiformis (Sw.) W.H.Wagner
- Phlegmariurus firmus (Mett.) B.Øllg.
- Phlegmariurus flagellaceus (Kuhn) A.R.Field & Bostock
- Phlegmariurus flexibilis (Fée) B.Øllg.
- Phlegmariurus foliaceus (Maxon) B.Øllg.
- Phlegmariurus foliosus (Copel.) A.R.Field & Bostock
- Phlegmariurus fontinaloides (Spring) B.Øllg.
- Phlegmariurus fordii (Baker) Ching
- Phlegmariurus friburgensis (Herter ex Nessel & Hoehne) B.Øllg.
- Phlegmariurus funiculus (Herter) comb. ined.
- Phlegmariurus funiformis (Cham. ex Spring) B.Øllg.
- Phlegmariurus gagnepainianus (Herter) A.R.Field & Bostock
- Phlegmariurus galapagensis (O.J.Hamann) B.Øllg.
- Phlegmariurus giganteus (Herter) A.R.Field & Bostock
- Phlegmariurus gnidioides (L. fil.) A.R.Field & Bostock
- Phlegmariurus goebelii (Nessel) A.R.Field & Bostock
- Phlegmariurus goudotii (Herter) B.Øllg.
- Phlegmariurus guandongensis Ching
- Phlegmariurus gunturensis (Alderw.) A.R.Field & Bostock
- Phlegmariurus haeckelii (Herter) A.R.Field & Testo
- Phlegmariurus haitensis (Herter) comb. ined.
- Phlegmariurus hamiltonii (Spreng.) Á.Löve & D.Löve
- Phlegmariurus harmsii (Nessel) A.R.Field & Bostock
- Phlegmariurus hartwegianus (Spring) B.Øllg.
- Phlegmariurus hastatus (B.Øllg.) B.Øllg.
- Phlegmariurus hellwigii (Warb.) A.R.Field & Bostock
- Phlegmariurus hemleri (Nessel) B.Øllg.
- Phlegmariurus henryi (Baker) Ching
- Phlegmariurus heterocarpus (Fée) B.Øllg.
- Phlegmariurus heteroclitus (Desv. ex Poir.) B.Øllg.
- Phlegmariurus hexastichus (B.Øllg. & P.G.Windisch) B.Øllg.
- Phlegmariurus hildebrandtii (Herter) A.R.Field & Bauret
- Phlegmariurus hippurideus (Christ) B.Øllg.
- Phlegmariurus hippuris (Desv. ex Poir.) A.R.Field & Testo
- Phlegmariurus hoffmannii (Maxon) B.Øllg.
- Phlegmariurus hohenackeri (Herter) B.Øllg.
- Phlegmariurus holstii (Hieron.) A.R.Field & Bostock
- Phlegmariurus homocarpus (Herter) B.Øllg.
- Phlegmariurus horizontalis (Nessel) A.R.Field & Bostock
- Phlegmariurus huberi (B.Øllg.) B.Øllg.
- Phlegmariurus hugonis B.Øllg.
- Phlegmariurus humbertii (Nessel) A.R.Field & Bostock
- Phlegmariurus humbertii-henrici (Herter) A.R.Field & Bostock
- Phlegmariurus hypogaeus (B.Øllg.) B.Øllg.
- Phlegmariurus hystrix (Herter) B.Øllg.
- Phlegmariurus ignambiensis (Compton) A.R.Field & Testo
- Phlegmariurus iminii Kiew
- Phlegmariurus innocentius (Herter) comb. ined.
- Phlegmariurus insularis (Carmich.) comb. ined.
- Phlegmariurus intermedius (Trevis.) B.Øllg.
- Phlegmariurus itambensis (B.Øllg. & P.G.Windisch) B.Øllg.
- Phlegmariurus jaegeri (Herter) A.R.Field & Bostock
- Phlegmariurus kajewskii (Copel.) A.R.Field & Testo
- Phlegmariurus keysseri (Herter & Schltr. ex Diels) comb. ined.
- Phlegmariurus killipii (Herter) B.Øllg.
- Phlegmariurus × koolauensis W.H.Wagner
- Phlegmariurus kuesteri (Nessel) B.Øllg.
- Phlegmariurus lancifolius (Maxon) B.Øllg.
- Phlegmariurus lauterbachii (E.Pritz. ex K.Schum. & Lauterb.) A.R.Field & Bostock
- Phlegmariurus lecomteanus (Nessel) A.R.Field & Bostock
- Phlegmariurus ledermannii (Herter) A.R.Field & Bostock
- Phlegmariurus lehnertii Testo
- Phlegmariurus leptodon (Herter) comb. ined.
- Phlegmariurus lignosus (Herter) B.Øllg.
- Phlegmariurus lindenii (Spring) B.Øllg.
- Phlegmariurus linifolius (L.) B.Øllg.
- Phlegmariurus llanganatensis (B.Øllg.) B.Øllg.
- Phlegmariurus lockyeri (D.Jones & B.Gray) A.R.Field & Bostock
- Phlegmariurus loefgrenianus (Silveira) B.Øllg.
- Phlegmariurus longus (Copel.) A.R.Field & Bostock
- Phlegmariurus loxensis (B.Øllg.) B.Øllg.
- Phlegmariurus luederwaldtii (Nessel) comb. ined.
- Phlegmariurus luteynii B.Øllg.
- Phlegmariurus macbridei (Herter) B.Øllg.
- Phlegmariurus macgregorii (Baker) A.R.Field & Bostock
- Phlegmariurus magnusianus (Herter) A.R.Field & Testo
- Phlegmariurus mandiocanus (Raddi) B.Øllg.
- Phlegmariurus mannii (Hillebr.) W.H.Wagner
- Phlegmariurus marsupiiformis (D.Jones & B.Gray) A.R.Field & Bostock
- Phlegmariurus martii (Wawra) B.Øllg.
- Phlegmariurus megastachyus (Baker) A.R.Field & Bostock
- Phlegmariurus melanesicus (Brownlie) A.R.Field & Testo
- Phlegmariurus merrillii (Herter) A.R.Field & Bostock
- Phlegmariurus mesoamericanus (B.Øllg.) B.Øllg.
- Phlegmariurus mexicanus (Herter) B.Øllg.
- Phlegmariurus mildbraedii (Herter) A.R.Field & Bostock
- Phlegmariurus mingjoui X.C.Zhang
- Phlegmariurus minutifolius (Alderw.) A.R.Field & Bostock
- Phlegmariurus mirabilis (Willd.) A.R.Field & Testo
- Phlegmariurus mollicomus (Spring) B.Øllg.
- Phlegmariurus molongensis (Herter) B.Øllg.
- Phlegmariurus monticola Kiew
- Phlegmariurus mooreanus (Sander ex Baker) B.Øllg.
- Phlegmariurus multifarius (Alderw.) A.R.Field & Bostock
- Phlegmariurus myrsinites (Lam.) B.Øllg.
- Phlegmariurus myrtifolius (G.Forst.) A.R.Field & Bostock
- Phlegmariurus myrtuosus (Spring) B.Øllg.
- Phlegmariurus neocaledonicus (Nessel) A.R.Field & Bostock
- Phlegmariurus nesselii (Brause ex Nessel) B.Øllg.
- Phlegmariurus niligaricus (Spring) A.R.Field & Bostock
- Phlegmariurus nudus (Christ ex Nessel & Hoehne) B.Øllg.
- Phlegmariurus nummularifolius (Blume) Ching
- Phlegmariurus nutans (Brack.) W.H.Wagner
- Phlegmariurus nyalamensis (Ching & S.K.Wu) H.S.Kung & L.B.Zhang
- Phlegmariurus obovalifolius (Bonap.) A.R.Field & Testo
- Phlegmariurus obtusifolius (P.Beauv.) A.R.Field & Bostock
- Phlegmariurus ocananus (Herter) B.Øllg.
- Phlegmariurus oceanianus (Herter) A.R.Field & Bostock
- Phlegmariurus oellgaardii (A.Rojas) B.Øllg.
- Phlegmariurus oltmannsii (Herter ex Nessel) A.R.Field & Bostock
- Phlegmariurus ophioglossoides (Lam.) A.R.Field & Bostock
- Phlegmariurus orizabae (Underw. & F.E.Lloyd) B.Øllg.
- Phlegmariurus ovatifolius (Ching) W.M.Chu ex H.S.Kung & Li Bing Zhang
- Phlegmariurus pachyphyllus (Kuhn ex Herter) A.R.Field & Testo
- Phlegmariurus pachyskelos B.Øllg.
- Phlegmariurus parksii (Copel.) A.R.Field & Bostock
- Phlegmariurus patentissimus (Alderw.) A.R.Field & Bostock
- Phlegmariurus pearcei (Baker) B.Øllg.
- Phlegmariurus pecten (Baker) A.R.Field & Bostock
- Phlegmariurus perrierianus (Tardieu) A.R.Field & Bostock
- Phlegmariurus pflanzii (Nessel) B.Øllg.
- Phlegmariurus phlegmaria (L.) Holub
- Phlegmariurus phlegmarioides (Gaudich.) A.R.Field & Bostock
- Phlegmariurus phylicifolius (Desv. ex Poir.) B.Øllg.
- Phlegmariurus phyllanthus (Hook. & Arn.) R.D.Dixit
- Phlegmariurus picardae (Krug) B.Øllg.
- Phlegmariurus pichianus (Tardieu) A.R.Field & Bostock
- Phlegmariurus pinifolius (Trevis.) Kiew
- Phlegmariurus pithyoides (Schltdl. & Cham.) B.Øllg.
- Phlegmariurus pittieri (Christ) B.Øllg.
- Phlegmariurus podocarpensis B.Øllg.
- Phlegmariurus polaris (Nessel) comb. ined.
- Phlegmariurus polycarpos (Kunze) B.Øllg.
- Phlegmariurus polycladus (Sodiro) comb. ined.
- Phlegmariurus polydactylus (B.Øllg.) B.Øllg.
- Phlegmariurus polylepidetorum (B.Øllg.) B.Øllg.
- Phlegmariurus pringlei (Underw. & F.E.Lloyd) B.Øllg.
- Phlegmariurus proliferus (Blume) A.R.Field & Bostock
- Phlegmariurus pruinosus (Hieron. & Herter) B.Øllg.
- Phlegmariurus pseudovaria (Brownlie) comb. ined.
- Phlegmariurus pulcherrimus (Hook. & Grev.) Á. & D.Löve
- Phlegmariurus pungentifolius (Silveira) B.Øllg.
- Phlegmariurus quadrifariatus (Bory) B.Øllg.
- Phlegmariurus recurvifolius (Rolleri) B.Øllg.
- Phlegmariurus reflexus (Lam.) B.Øllg.
- Phlegmariurus regnellii (Maxon) B.Øllg.
- Phlegmariurus ribourtii (Herter) A.R.Field & Bostock
- Phlegmariurus riobambensis (Nessel) B.Øllg.
- Phlegmariurus robustus (Klotzsch) B.Øllg.
- Phlegmariurus rosenstockianus (Herter) B.Øllg.
- Phlegmariurus rostrifolius (Silveira) B.Øllg.
- Phlegmariurus ruber (Cham. & Schltdl.) B.Øllg.
- Phlegmariurus rubricus (Herter) A.R.Field & Bostock
- Phlegmariurus rufescens (Hook.) B.Øllg.
- Phlegmariurus rupicola (Alderw.) A.R.Field & Bostock
- Phlegmariurus sagasteguianus (B.Øllg.) B.Øllg.
- Phlegmariurus salvinioides (Herter) Ching
- Phlegmariurus samoanus (Herter ex Nessel) A.R.Field & Bostock
- Phlegmariurus sarmentosus (Spring) B.Øllg.
- Phlegmariurus saururus (Lam.) B.Øllg.
- Phlegmariurus scabridus (B.Øllg.) B.Øllg.
- Phlegmariurus schlechteri (E.Pritz.) A.R.Field & Bostock
- Phlegmariurus schlimii (Herter) B.Øllg.
- Phlegmariurus schmidtchenii (Hieron.) B.Øllg.
- Phlegmariurus sellifolius (B.Øllg.) B.Øllg.
- Phlegmariurus sellowianus (Herter) B.Øllg.
- Phlegmariurus serpentiformis (Herter) B.Øllg.
- Phlegmariurus setifolius (Alderw.) A.R.Field & Bostock
- Phlegmariurus shangsiensis C.Y.Yang
- Phlegmariurus sieberianus (Spring) B.Øllg.
- Phlegmariurus sieboldii (Miq.) Ching
- Phlegmariurus silveirae (Herter ex Nessel & Hoehne) B.Øllg.
- Phlegmariurus silverstonei B.Øllg.
- Phlegmariurus sintenisii (Herter) B.Øllg.
- Phlegmariurus societensis (J.W.Moore) A.R.Field
- Phlegmariurus socratis (Herter) comb. ined.
- Phlegmariurus sooianus Lawalrée
- Phlegmariurus sotae (Rolleri) B.Øllg.
- Phlegmariurus sphagnicola B.Øllg.
- Phlegmariurus squarrosus (G.Forst.) Á. & D.Löve
- Phlegmariurus staudtii (Nessel) A.R.Field & Bostock
- Phlegmariurus stemmermanniae A.C.Medeiros & Wagner
- Phlegmariurus stephani B.Øllg.
- Phlegmariurus strictus (Baker) A.R.Field & Bostock
- Phlegmariurus subfalciformis (Alderw.) A.R.Field & Bostock
- Phlegmariurus subintegrus (Hillebr.) comb. ined.
- Phlegmariurus subtrifoliatus (Brownlie) A.R.Field & Bostock
- Phlegmariurus subtubulosus (Herter) comb. ined.
- Phlegmariurus subulatus (Desv. ex Poir.) B.Øllg.
- Phlegmariurus tafanensis (Nessel) comb. ined.
- Phlegmariurus talamancanus (B.Øllg.) B.Øllg.
- Phlegmariurus talamauanus (Alderw.) A.R.Field & Bostock
- Phlegmariurus talpiphilus (B.Øllg.) B.Øllg.
- Phlegmariurus tardieuae (Herter) A.R.Field & Testo
- Phlegmariurus tauri (Herter) A.R.Field & Testo
- Phlegmariurus taxifolius (Sm.) Á. & D.Löve
- Phlegmariurus tenuicaulis (Underw. & F.E.Lloyd) B.Øllg.
- Phlegmariurus tenuis (Humb. & Bonpl. ex Willd.) B.Øllg.
- Phlegmariurus teretirigidus (Rakotondr.) comb. ined.
- Phlegmariurus terrae-guilelmii (Herter) A.R.Field & Bostock
- Phlegmariurus tetragonus (Hook. & Grev.) B.Øllg.
- Phlegmariurus tetrastichoides (A.R.Field & Bostock) A.R.Field & Bostock
- Phlegmariurus tetrastichus (Kunze) A.R.Field & Bostock
- Phlegmariurus toppingii (Herter) A.R.Field & Bostock
- Phlegmariurus tournayanus Lawalrée
- Phlegmariurus transilla (Sodiro ex Baker) B.Øllg.
- Phlegmariurus treitubensis (Silveira) B.Øllg.
- Phlegmariurus trifoliatus (Copel.) A.R.Field & Bostock
- Phlegmariurus trigonus (C.Chr.) A.R.Field & Bostock
- Phlegmariurus tryonorum B.Øllg.
- Phlegmariurus tubulosus (Maxon) B.Øllg.
- Phlegmariurus ulei (Herter) comb. ined.
- Phlegmariurus ulixis (Herter) B.Øllg.
- Phlegmariurus unguiculatus (B.Øllg.) B.Øllg.
- Phlegmariurus urbani (Herter) B.Øllg.
- Phlegmariurus vanuatuensis A.R.Field
- Phlegmariurus varius (R.Br.) A.R.Field & Bostock
- Phlegmariurus venezuelanicus (Herter) B.Øllg.
- Phlegmariurus vernicosus (Hook. & Grev.) Á. & D.Löve
- Phlegmariurus villonacensis (B.Øllg.) B.Øllg.
- Phlegmariurus warneckei (Herter ex Nessel) A.R.Field & Testo
- Phlegmariurus watsonianus (Maxon) B.Øllg.
- Phlegmariurus weberbaueri (Nessel) B.Øllg.
- Phlegmariurus weddellii (Herter) B.Øllg.
- Phlegmariurus wilsonii (Underw. & F.E.Lloyd) B.Øllg.
- Phlegmariurus xiphophyllus (Baker) A.R.Field & Bostock
- Phlegmariurus yunnanensis Ching